# Água Fria (Bahía)
Água Fria es un municipio brasileño del estado de Bahía. Su población estimada en 2004 era de 15.012 habitantes.
Municipio creado por fuerza de Resolución del 28 de abril de 1727 con el nombre de Villa de São João Batista de Água Fria.